# 亞伯丁 (甘露市)
亞伯丁（英文：Aberdeen）或譯為阿伯丁，是一個位於加拿大英屬哥倫比亞省湯普森-尼古拉地區甘露市西南側的山坡上的住宅區鄰里社區。亞伯丁主要以北以1號、5號、97號公路共線區段的加拿大橫貫公路為界，臨達弗林和索斯蓋特，東以英屬哥倫比亞省5A公路臨上撒哈里；南則是鄰納茨福德，以西則為艾隆馬斯克，其中境內有另一鄰里社區派恩維尤。亞伯丁命名由來是為紀念1894年加拿大總督第一代阿伯丁和特麥爾侯爵約翰·漢密爾頓-戈登親臨甘露市探訪，以其名命名其探查之地區。

## 交通
亞伯丁為甘露市內主要鄰里社區，有多條市區主要幹道可以聯絡此地；其中亦有兩號公車路線行經此社區。

### 公車
| 路線編號/名稱 | 境內共經站點 | 其他駛經社區                          |
| ------------- | ------------ | ------------------------------------- |
| 4 太平通      | 20站         | 索斯蓋特/TRU/甘露市中心               |
| 7 亞伯丁      | 27站         | 下撒哈里/西端/索斯蓋特/TRU/甘露市中心 |

### 道路
主要市區幹道（Arterial）除了公路層級系統（Interstate）外，主要為羅傑通（Rogers Way）、休阿倫道（Hugh Allen Dr.）、太平通（Pacific Way）和亞伯丁道（Aberdeen Dr.），負責聯絡該社區各街區至公路系統和市區部分；次要幹道（Collector）則是聯絡街區之間之道路，其中有豪路（Howe Rd.）、希芙頓大街（Sifton Ave.）、凡霍恩道（Van Horne Dr.）、勞利爾道（Laurier Dr.）、班泰爾道（Bentail Dr.）和艾比格蘭通（Abbeyglen Way）。

## 境內設施
亞伯丁為甘露市境內主要社區之一，其中含有兩個初等教育設施，並且亦有商業區和住宅區之分。境內主要設施為：
- 西高地公園（West Highland Park）
- 亞伯丁丘公園
- 休阿倫公園
- 高地公園
- 希芙頓環狀步道
- 天際線公園（Skyline Park）
- 希芙頓公園
- 布雷瑪公園（Braemar Park）
- 亞伯丁小學
- 太平道小學
- 甘露市立消防局第七分局
- 西南社區教堂（Southwest Community Church）
- 加拿大石油公司亞伯丁加油站
- 埃索甘露加油站
- 麥當勞亞伯丁店
- 提姆霍頓羅傑道店
- 羅傑通旅店街區
- 好市多甘露店
- 卡斯凱德斯賭場（Cascades Casino）[7]

## 資料來源
1. ↑  .   [2022-08-17]. （原始内容存档于2021-03-06）.
2. ↑  . City of Kamloops.   [2022-08-15]. （原始内容存档于2021-04-22）. Neighborhoods
3. ↑  Akrigg, Helen B.; V., G.P. . Vancouver: UBC Press. 1997: 1. ISBN 0-7748-0637-0.
4. ↑  .   [2022-08-17]. （原始内容存档于2022-03-18）.
5. ↑  .   [2022-08-17]. （原始内容存档于2022-02-18）.
6. ↑  . City of Kamloops. 2017-02-03  [2018-03-26]. （原始内容存档于2018-03-27） （英语）.
7. ↑  .   [2022-08-17]. （原始内容存档于2022-08-17）.